# William Philip Schreiner
William Philip Schreiner, född 30 augusti 1857 i Kapkolonin, död 28 juni 1919, var en sydafrikansk politiker; bror till Olive Schreiner.
Schreiner, som var son till en inflyttad tysk luthersk missionär, studerade vid universiteten i Kapstaden och Cambridge. Han blev 1882 advokat i London, återvände samma år till Kapkolonin och fick snart en omfattande advokatpraktik i Kapstaden. Han blev 1887 juridisk rådgivare åt generalguvernören och tillhörde 1893-96 Cecil Rhodes ministär. År 1897 avgav han i London ett mycket uppmärksammat vittnesmål inför undersökningskommissionen om Jamesonräden.
Schreiner var svåger med förre presidenten Francis William Reitz i Oranjefristaten och anslöt sig som politiker till den moderata flygeln av det holländska partiet, störtade 1898 ministären John Gordon Sprigg och blev Kapkolonins premiärminister, stödd på endast två rösters majoritet i det nyvalda koloniparlamentet. Då andra boerkriget utbröt i oktober 1899, var Schreiner mest benägen för, att Kapkolonin skulle inta en, såvitt möjligt, neutral ställning till kriget. Denna politik var naturligtvis ohållbar, och 1900 störtades hans svaga och vacklande ministär. Schreiner, som tillhörde Kapkolonins parlament 1893-1900 och 1908-10, var från 1910 ledamot av Sydafrikanska unionens senat.